# Людвік Заменгоф
Лю́двік Ла́зар За́менгоф (есп. Ludoviko Lazaro Zamenhofo, пол. Ludwik Łazarz Zamenhof; 15 грудня 1859, Білосток — 14 квітня 1917, Варшава) — польський лікар і лінгвіст єврейського походження, творець штучної мови есперанто.

## Ранні роки
Людвік (ім'я при народженні Лазар) Заменгоф народився 15 грудня 1859 року в єврейській родині в Білостоку (сучасна Польща, на той час частина Російської імперії). Батько — Марк Заменгоф — працював учителем іноземних мов.
Людвік мав десятьох братів і сестер. Вдома діти розмовляли їдишем, а другою мовою за різними даним була чи то російська, чи то польська. Дитинство минуло в середовищі багатонаціонального населення Білостока (найбільшими національними громадами міста були євреї, поляки, росіяни та німці). У 10-річному віці Людвік написав драму «Вавилонська вежа, або білостоцька трагедія в п'яти актах», адже вважав, що головною причиною непорозумінь і суперечок між людьми є мовні бар'єри. Єдина спільна мова мала би розв'язувати цю проблему.

## Студентські роки
Упродовж 1879—1881 років вивчав медицину в Москві. Після замаху на царя Олександра II в 1881 році через зростання антисемітизму повернувся до Варшави, де продовжив студії медицини (1881—1885 роки) та успішно закінчив навчання на медичному факультеті Варшавського університету. Пройшов спеціалізацію з офтальмології у Відні (1886 рік).
Уже під час навчання в гімназії у Варшаві Заменгоф створив першу примітивну версію своєї «універсальної мови» — Lingwe Uniwersala (1878 рік). Упродовж кількох років створив три наступні версії мови. Уникаючи недоліків попередніх проєктів і спираючись на ґрунтовні знання багатьох національних мов, 1885 року Заменгоф закінчив проєкт міжнародної мови у відомій сьогодні формі.

## Видання книги «Міжнародна мова»

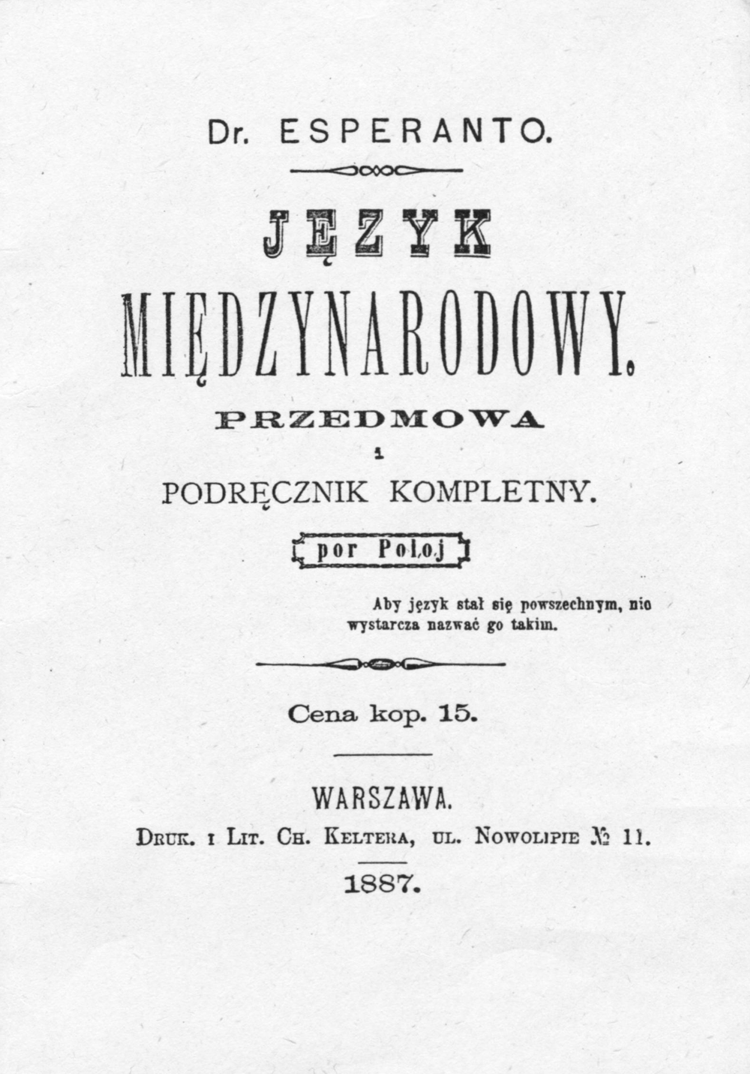
«Міжнародна мова» — перше видання польською

Після закінчення студій працював окулістом у Варшаві, однак його захопленням залишалися мови. 26 липня 1887 року після двох років пошуку видавця у світ вийшла книга «Міжнародна мова» (рос. Международный языкъ. Предисловіе и полный учебникъ), в якій автор виступив під псевдонімом Доктор Есперанто (з есп. доктор/лікар, що сподівається). З часом це слово стали вживати як позначення самої мови. Видання книги стало можливим завдяки фінансовій допомозі батька Клари Сільбернік, колишньої дружини Людвіка, — Александра Сільберніка. Того ж року підручник було видано польською, французькою, німецькою та англійською мовами.
Невдовзі після виходу підручника, попри неоднозначні відгуки, нова мова почала здобувати популярність, з'явилися наукові та літературні праці, переклади. Згодом почали виникати есперантистські клуби (перший виник у Нюрнберзі). 1905 року у французькому місті Булонь-сюр-Мер відбувся перший Всесвітній конгрес есперантистів, на якому було підписано декларацію есперантизму.
1913 року кандидатуру Заменгофа було висунуто на здобуття Нобелівської премії.
Людвік Заменгоф помер 14 квітня 1917 року. Похований 16 квітня на єврейському цвинтарі у Варшаві.

## Вшанування пам'яті

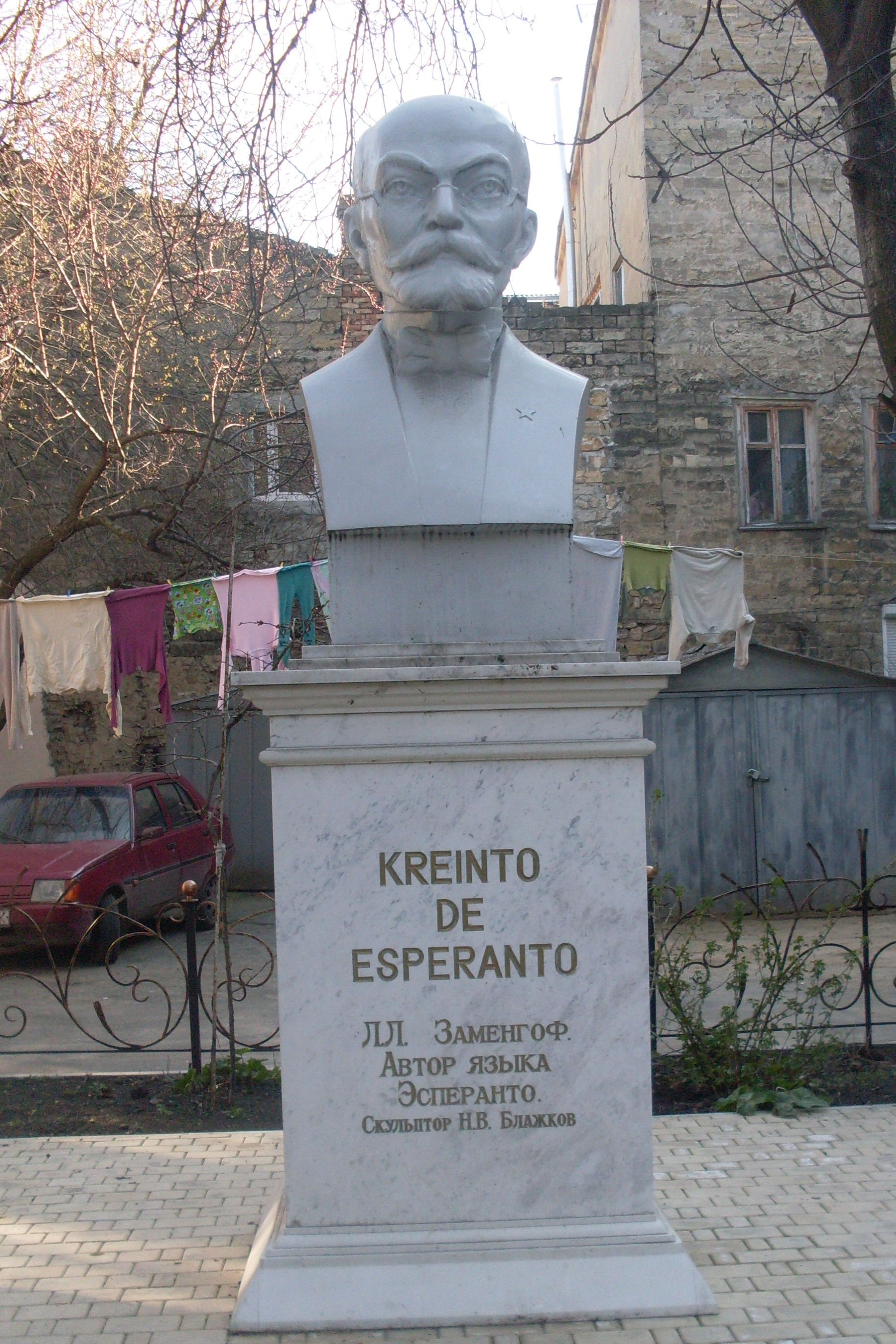
Бюст Л. Л. Заменгофа в Одесі

15 грудня 2009 року світ відзначав 150 років з дня народження творця есперанто. Найбільший у світі пошуковий сайт Google на цей день прикрасив свій логотип прапором есперанто.
В Одесі, у дворику по вулиці Дерибасівській, 3 знаходиться бюст творцю есперанто Людвіка Заменгофа.